# Koloriang
Koloriang è un villaggio dell'India, capoluogo del distretto di Kurung Kumey, nello stato federato dell'Arunachal Pradesh. 

## Geografia fisica
Il villaggio è situato a 27° 54' 11 N e 93° 20' 59 E.

## Società

### Evoluzione demografica
Al censimento del 2011 la popolazione di Koloriang assommava a 2 345 persone, delle quali 1.246 maschi e 1.099 femmine.